# Squirtle
Squirtle (ゼニガメ?, Zenigame) è un Pokémon appartenente alla prima generazione. Ideato da Atsuko Nishida e fissato nel suo aspetto finale da Ken Sugimori, Squirtle fa la sua prima apparizione nel 1996 nei videogiochi Pokémon Rosso e Blu come uno dei Pokémon iniziali che i giocatori possono scegliere per cominciare la loro avventura. Compare inoltre nella maggior parte dei titoli successivi, in videogiochi spin-off, nella serie televisiva anime, nel Pokémon Trading Card Game e nel merchandising derivato dalla serie.
Squirtle appare sulle copertine di Pokémon Puzzle League, Pokémon Link!, Pokémon Mystery Dungeon: Squadra blu e Pokémon Mystery Dungeon: Squadra di soccorso DX. È un personaggio giocante in Super Smash Bros. Brawl e Super Smash Bros. Ultimate. Il Pokémon appare nel film live action Pokémon: Detective Pikachu.
Nel contesto del franchise, Squirtle è un Pokémon di stadio base di tipo Acqua. Il suo numero identificativo Pokédex è 7. Si evolve in Wartortle al raggiungimento di uno specifico livello.
L'allenatore Ash Ketchum possiede un esemplare del Pokémon. Gary Oak e Verde di Pokémon - La grande avventura hanno inoltre ricevuto uno Squirtle come loro Pokémon iniziale. Anche Vera ha posseduto un esemplare di Squirtle.

## Descrizione
Ha l'aspetto di una piccola tartaruga blu. Il suo corpo è infatti protetto da una corazza, che alla nascita è tenera e morbida, ma in seguito si indurisce, diventando elastica, così che i colpi gli rimbalzano contro. Se si sente minacciato si ritira all'interno del guscio e spruzza i suoi assalitori con getti d'acqua dalla bocca.
Si evolve in Wartortle al raggiungimento di uno specifico livello.

## Apparizioni

### Videogioco
Nei videogiochi Pokémon Rosso e Blu e Pokémon Rosso Fuoco e Verde Foglia è uno dei tre Pokémon iniziali. Se il giocatore sceglie Squirtle, il rivale sceglierà Bulbasaur.
Nella versione Gialla, Squirtle è ottenibile nella città di Aranciopoli, dopo aver sconfitto il capopalestra Lt. Surge. L'agente Jenny, che si trova nei pressi della palestra, donerà il Pokémon al protagonista dopo che questi ha ottenuto la Medaglia Tuono.
Squirtle è spesso consigliato agli allenatori a livello intermedio, poiché è avvantaggiato contro i Pokémon di Brock (di tipo Roccia/Terra), ma non avvantaggiato contro i Pokémon di tipo Acqua di Misty.
Nei videogiochi Pokémon Oro HeartGold e Argento SoulSilver il protagonista potrà riceverlo dal Professor Oak una volta sconfitto Rosso. In Pokémon X e Y viene consegnato dal Professor Platan a Luminopoli.
In Pokémon Ranger: Ombre su Almia è presente all'interno dell'Accademia dei Ranger (Ranger School). Squirtle è inoltre uno dei tre Pokémon del personaggio Allenatore di Pokémon nel videogioco Super Smash Bros. Brawl per Nintendo Wii insieme a Ivysaur e Charizard.
Nei titoli ambientati nella regione di Kanto lo strumento Annaffiatoio (ゼニガメじょうろ? SquirtBottle) ha le sembianze del Pokémon.

### Anime
Squirtle appare per la prima volta nel corso dell'episodio Una squadra scatenata (Here Comes the Squirtle Squad). In questo episodio alcuni esemplari del Pokémon formano, nelle vicinanze di Vermilion City, una banda di teppisti. Quando scoppia un incendio in città, questi Squirtle, con l'aiuto di Ash Ketchum, contribuiscono ad estinguere il fuoco. Al termine dell'episodio, la banda entra a far parte del corpo dei pompieri cittadino e il loro leader decide di seguire Ash.
In Un nuovo obiettivo (The Right Place and the Right Mime) Vera ottiene uno Squirtle dal Professor Oak. Questo Pokémon si evolverà successivamente in Wartortle. Nell'episodio Il torneo della vittoria (prima parte) (The Ties That Bind) si scopre che il Pokémon iniziale di Gary Oak era Squirtle, successivamente diventato un Blastoise. Anche lo starter dell'allenatore Tierno, ricevuto dal professor Platan nell'episodio L'estate delle scoperte! (Summer of Discovery!), è un esemplare di Squirtle, in seguito evolutosi in Wartortle e in Blastoise.

### Manga
Nel manga Pokémon - La grande avventura Verde inizia la sua avventura con uno Squirtle rubato al Professor Oak.